# قائمة الاكتشافات الأثرية المتعلقة بالكتاب المقدس
فيما يلي قائمة بالقطع الأثرية التي تخص علم الآثار الكتابية.

## تحف مختارة ذات أهمية للتسلسل الزمني للكتاب المقدس
يسرد الجدول القطع الأثرية التي لها أهمية خاصة لدراسة التسلسل الزمني للكتاب المقدس. يسرد الجدول المعلومات التالية حول كل قطعة أثرية:

المراجع
نصوص الشرق الأدنى القديمة (ANET) وسياق الكتاب المقدس (COS)
| الاسم                     | التاريخ                             | الموقع الحالي                                           | موقع وتاريخ الاكتشاف       | نوع الكتابة                               | الأهمية | Image           | المصدر                        |
| ------------------------- | ----------------------------------- | ------------------------------------------------------- | -------------------------- | ----------------------------------------- | --- | --------------- | ----------------------------- |
| سيرة ويني الذاتية         | 2280 ق.م                            | المتحف المصري                                           | 1880, أبيدوس               | هيروغليفية مصرية                          | يسجل أقدم الحملات العسكرية المصرية المعروفة في سيناء والشام، وقد سمى بعضهم بسكان الصحراء |                 | ANET 227–228                  |
| نقش سبك خو                | 1860 ق.م                            | متحف مانشستر                                            | 1901, أبيدوس               | هيروغليفية مصرية                          | يسجل أول حملة عسكرية مصرية معروفة في رتنو، بما في ذلك سكميم (س-ك-م-م، يعتقد أنها شكيم). |                 | ANET 230                      |
| تمثال الملك إدريمي        | 1500 ق.م                            | المتحف البريطاني                                        | 1939, ألالاخ               | الأكادية المسمارية                        | يسجل أقدم كتابة مسمارية معينة ترجع إلى كنعان |                 | ANET 557                      |
| لوح مرنبتاح               | 1209 ق.م                            | المتحف المصري                                           | 1896, طيبة                 | هيروغليفية مصرية                          | في حين تم تقديم ترجمات بديلة، فإن غالبية علماء الآثار الكتابية يترجمون مجموعة من الأحرف الهيروغليفية في السطر 27 لاسم "إسرائيل"، بحيث تمثل أول مثال موثق لاسم إسرائيل في السجل التاريخي، والسجل الوحيد في مصر القديمة. |                 | COS 2.6 / ANET 376–378 / EP   |
| بوابة بوبسطة              | 925 ق.م                             | مكانه الأصلي                                            | 1828, الكرنك               | هيروغليفية مصرية                          | يسجل الفتوحات والحملات العسكرية في عام 952 ق.م لشوشينق الأول من الأسرة الثانية والعشرين والمذكور في الكتاب المقدس باسم شيشق. تشمل المدن التي تم تحديدها رفح ومجيدو وعجلون |                 | ANET 242–243                  |
| نقش ميشع                  | 850 ق.م                             | متحف اللوفر                                             | 1868, ذيبان، الأردن        | لغة موآبية                                | تصف انتصارات الملك موآب ميشا على بيت عمري (مملكة إسرائيل)، وهي تحمل أول إشارة معينة من الكتاب المقدس لإله إسرائيل "يهوه"، وإذا كانت تفسير العالم الفرنسي أندريه لومير لجزءًا من السطر 31 صحيحا، فسوف يكون أول ذكر لـ "بيت داود" (أي مملكة يهوذا). كما تمثل واحدة من اثنتين فقط من القطع الأثرية المعروفة التي تحتوي على لهجة "الموآبيين" للغات الكنعانية (والثانية هي نقش الكرك) |                 | COS 2.23 / ANET 320–321       |
| نصب كورح                  | 850 ق.م                             | المتحف البريطاني                                        | 1861 بسمل، تركيا           | المسمارية الآشورية                        | يحتوي حجر شلمنصر الثالث على وصف لمعركة قرقار. ويحتوي هذا الوصف على الاسم أخآب ملك إسرائيل، على الرغم من أنه المرجع الوحيد المعروف لمصطلح "إسرائيل" في السجلات الآشورية والبابلية، وتعرض للانتقاد من بعض العلماء الذين اعترضوا على الترجمة المقترحة.. |                 |                               |
| المسلة السوداء            | 825 ق.م                             | غير معروف                                               | 1846, نمرود                | المسمارية الآشورية                        | يحتوي على ما يعتقد أنه أقدم صورة معروفة لشخصية من الكتاب المقدس، غالبا ياهو ابن عمري (mIa-ú-a mar mHu-um-ri-i)، أو سفير ياهو راكعًا عند أقدام شلمنصر الثالث. |                 | COS 2.113F / ANET 278–281     |
| مسلة سبعة                 | 800 ق.م                             | متحف إسطنبول الأثري                                     | 1905, السبعة وأربعين       | المسمارية الآشورية                        | يسجل حملة أداد نيراري الثالث الآشوري على مدن فلسطينية |                 | COS 2.114E / ANET 282 / EP    |
| نقش تل القاضي             | 800 ق.م                             | متحف إسرائيل                                            | 1993, تل القاضي            | الآرامية القديمة                          | مهم جدا لنسخة الكتاب المقدس عن ماضي إسرائيل، خاصة في السطور 8 و9 لذكرهما "ملك إسرائيل" و"بيت داود". يفهم العلماء هذا الأخير بشكل عام للإشارة إلى مملكة يهوذا. على الرغم من الجدل حول معنى هذه العبارة من قبل أقلية من العلماء إلا أنها اليوم مقبولة بشكل عام كمرجع إلى سلالة داود.                                                                                              |                 |                               |
| لوح نمرود                 | 800 ق.م                             | غير معروف                                               | 1854, نمرود                | الأكادية المسمارية                        | يصف الغزوات الآشورية المبكرة التي قام بها أداد نيراري الثالث في فلسطين وصور وصيدا وأدوم وحومري (يتفهم الأخيرة باسم مملكة إسرائيل (السامرة)). |                 | COS 2.114G                    |
| لوح نمرود كيه 3751        | 733 ق.م                             | المتحف البريطاني                                        | c.1850, نمرود              | الأكادية المسمارية                        | يصف حملات تغلث فلاسر الثالث (745 إلى 727 ق.م) بالمنطقة ويحتوي على أول إشارة أثرية معروفة إلى يهوذا |                 | COS 2.117 / ANET 282–284      |
| منشور سرجون الثاني أ      | 710 ق.م                             | المتحف البريطاني                                        | c.1850, مكتبة آشور بانيبال | الأكادية المسمارية                        | يصف حملات سرجون الثاني (722 - 705 ق.م) على فلسطين ويهودا وأدوم وموآب. |                 | COS 2.118i / ANET 287         |
| نقش سلوان                 | 701 ق.م                             | متحف إسطنبول الأثري                                     | 1880, نفق حزقيا            | عبرية باليو                               | يسجل إنشاء نفق حزقيا |                 | COS 2.28 / ANET 321           |
| نقوش لكيش                 | 700 ق.م                             | المتحف البريطاني                                        | 1845, نينوى                | المسمارية الآشورية                        | جزء من نقش سنحاريب يصف اقتياد مملكة يهوذا إلى السبي بعد حصار لكيش في 701 ق.م |                 | COS 2.119C / EP               |
| اختام ملكية               | 700 ق.م                             | متعدد                                                   | من 1870م فصاعدا            | أبجدية فينيقية (تعرف أيضا بالعبرية باليو) | 2000 ختم وطابع نقش عليهم "ينتمي للملك" |                 | COS 2.77 / EP                 |
| نقش عزيقه                 | 700 ق.م                             | المتحف البريطاني                                        | c.1850, مكتبة آشور بانيبال | الأكادية المسمارية                        | تصف حملة آشورية شنها سنحاريب ضد حزقيا ملك يهوذا وفتح عزيقة. |                 | COS 2.119D                    |
| حوليات سنحاريب            | 690 ق.م                             | المتحف البريطاني، والمعهد الشرقي بشيكاغو، ومتحف إسرائيل | 1830، نينوى                | المسمارية الآشورية                        | يصف حصار الملك الآشوري سنحاريب للقدس في عام 701 ق.م في عهد الملك حزقيا. |                 | COS 2.119B / ANET 287–288     |
| معاهدة اسرحدون مع بعل صور | 675 ق.م                             | المتحف البريطاني                                        | c.1850, مكتبة آشور بانيبال | الأكادية المسمارية                        | يصف معاهدة بين آسرحدون(حكم 681 - 669 ق.م) وبعل صور فيما يتعلق بـفلسطين |                 | COS 2.120 / ANET 533          |
| نقش عقرون                 | 650 ق.م                             | متحف إسرائيل                                            | 1996, عقرون                | اللغة الفينيقية                           | أول نقش معروف من المنطقة يرجع إلى الفلسطينيين |                 | COS 2.42                      |
| أسطوانات نبونيد           | 550 ق.م                             | المتحف البريطاني ومتحف بيرغامون                         | 1854, أور                  | الأكادية المسمارية                        | تصف بلشاصر بأنه الابن الأكبر لنابونيدوس |                 | COS 2.123A                    |
| سجل نبوخذ نصر الثاني      | 550 - 400 ق.م                       | المتحف البريطاني                                        | 1896                       | الأكادية المسمارية                        | يصف حصار نبوخذ نصر الأول للقدس في عام 597 ق.م ، | (Photo Gallery) | COS 1.137 / ANET 301–307      |
| أسطوانة قورش              | 530 ق.م                             | المتحف البريطاني                                        | 1879, بابل                 | الأكادية المسمارية                        | نقوش عن ممارسة الملك قورش للدين، وهو متعلق بأسفار أخبار الأيام وعزرا ونحميا. |                 | COS 2.124 / ANET 315–316      |
| سجل نبو نيد               | من القرن الرابع إلى القرن الأول ق.م | المتحف البريطاني                                        | 1879، سيبار                | الأكادية المسمارية                        | يصف غزو الملك الفارسي كورش الأكبر لبابل |                 | COS 1.137 / ANET 301–307 / EP |
| نقش معبد الدرابزين        | 23 ق.م - 70م                        | متحف إسطنبول الأثري                                     | 1871, أورشليم              | اللغة اليونانية                           | يعتقد أنه نقش من معبد هيرودس، يحذر الأجانب من دخول حاوية الهيكل |                 |                               |
| نقشا مكان البوق           | القرن الأول                         | متحف إسرائيل                                            | 1968, أورشليم              | اللغة العبرية                             | يعتقد أن تكون علامة اتجاهية للكهنة الذين يطلقوا البوق، بما يتفق مع كتابات يوسيفوس |                 |                               |
| قوس تيتوس                 | 82م                                 | موقعه الأصلي                                            | روما                       | اللغة اللاتينية                           | نقش بارز يظهر غنائم من حصار القدس بواسطة تيتوس عام 70 م. يظهر في الصورة الشمعدان والأبواق. |                 |                               |

## آثار هامة أخرى

### 2000 ق.م
- قصة الخلق والفيضان، مسجلة على ملحمة جلجامش، وألواح أترا هاسس، وألواح قصة الخلق البابلية، وقصة الخلق السومرية وأسطوانة باترون.
- ألواح القوانين، وهي ألواح قانونية قديمة من الشرق الأدنى مثل: شريعة حمورابي، وقانون إشنونا (حوالي 1930 ق.م)، وقانون أورنمو ملك أور (حوالي 2050 ق.م)، ومخطوطة ليبيط عشتار ملك إيسن (1870 ق.م).[18] وتتضمن الرموز اللاحقة لحمورابي على قانون نيسيليم[19]، والقوانين الحثية/ والقوانين الآشورية، وقانون الفسيفساء / الوصايا العشر.
- نصوص تنفيذية، يمثل أقدم الإشارات إلى العديد من المواقع المذكورة في الكتاب المقدس
- قائمة عبيد شفرة، شفرة كانت واحدة من دايتين ساعدتا في منع الإبادة الجماعية للأطفال العبرانيين بواسطة المصريين وفقا لسفر الخروج 1: 15-21. تم العثور على الاسم في قائمة عبيد في مصر ترحع لعهد الملك سوبك حتب الثالث. توجد هذه القائمة في متحف بروكلين وهي مخطوطة من البردي.

### 1500 ق.م
- بردية إيبوير، وهي قصيدة تصف مصر بأنها منكوبة بالكوارث الطبيعية وفي حالة من الفوضى. يرجع تاريخ الوثيقة إلى حوالي عام 1250 ق.م[20]، ولكن يُعتقد أن المحتوى يعود لفترة سابقة لذلك فقد يعود تاريخه إلى المملكة الوسطى ولكن ليس في وقت سابق للأسرة الثانية عشرة.[21] بمجرد التفكير في وصف قصة خروج شعب إسرائيل من مصر المذكورة في سفر الخروج، فهذه البردية تعتبر الآن أقدم أطروحة معروفة في العالم عن الأخلاق السياسية في تلك الآونة، فتشير إلى أن الملك الصالح هو الذي يسيطر على المسؤولين الظالمين، وبالتالي ينفذ إرادة الآلهة.[22]

### القرن الرابع عشر ق.م
- نقش قاعدة تمثال برلين، يعتبره العديد من العلماء المعاصرين أنه يحتوي على أقدم مرجع تاريخي لإسرائيل القديمة.[23][24] لا يزال الخبراء منقسمين حول هذه الفرضية.[25]

### القرن العاشر ق.م
- كتابة بالعبرية القديمة، ينافسها كأقدم النقوش العبرية نقش تقويم تل الجزر، وشقفة حقبة الكتاب المقدس في وادي السنط وحجر المعونة،[26] وحجر تل زعيطة.
- الوزن المقوى، دليل على استخدام مصدر قديم لسفر صموئيل بسبب استخدام مصطلح قديم.
- قطعة فخار خربة قيافة، نقش من القرن العاشر ق.م، كل من اللغة المكتوبة بها والترجمة متنازع عليها. تم اكتشافها في الحفريات بالقرب من وادي السنط.[27]
- قطعة خزف تل الصافي، (950- 850 ق.م) - قطعة خزفية منقوش باسمين «ألوت» و«ولت» المرتبطين من الناحية الاسمية باسم «جالوت» وهذا يتناسب مع سياق أواخر القرن العاشر أوائل الثقافة الفلسطينية في القرن التاسع ق.م.
- أضرحة خربة قيافة، يُنظر إلى الأدوات التعبدية هناك كدليل على وجود «عبادة في يهوذا في عهد الملك داود»[28]
- نقش أوفيل، هو قطعة منقوشة عمرها 3000 عام في جرة خزفية عثر عليها عالم الآثار إيلات مزار بالقرب من جبل الهيكل في القدس. يمثل أقدم نقش أبجدي تم العثور عليه في القدس مكتوب في ما كان على الأرجح نصًا كنعانيًا.[29] يعتقد بعض العلماء أنه نقش لنوع النبيذ الذي كان موجود في الجرة.[30]

### القرن التاسع ق.م
- نقش قلعة عمان - نقش من القرن التاسع ق.م باللغة العمونية، وهي واحدة من السجلات المكتوبة القليلة الناجية لعمون.
- نصب ملقرط - (من القرن التاسع إلى الثامن ق.م) ويليام ف. أولبرايت يعرف «بير هداد» على أنه «بنهدد الأول» الذي كان معاصراً للملوك آسا ملك يوذا وبعشا ملك إسرائيل.
- كسر السامرة - (850 - 750 ق.م) 64 شقفة فخارية منقوشة وجدت في خزانة آخاب ومكتوبة بالعبرية المبكرة.
- نقش بلعام - (840 - 760 ق.م) [27] نقش عن نبي اسمه بلعام (راجع سفر العدد). [28]

### القرن الثامن ق.م
- منطقة كونتيلة عجرود - نقوش من القرن التاسع إلى الثامن ق.م بالخط الفينيقي يحمل إشارات إلى «يهوه».
- نقش السفيرة - (القرن الثامن ق.م) يوصف بأنه «أفضل مصدر خارج الكتاب المقدس للتقاليد السامية الغربية للبركات واللعنات».[29]
- نقش زكور - (القرن الثامن ق.م) - يذكر بنهدد بصفته ابن حزائيل ملك أرام.
- لوح تل الرماح - (ج 780 ق.م) - يحكي عن مآثر أداد نيراري الثالث، مع ذكر "يوآش ملك السامرة""[31]
- نقش شبنا - (القرن الثامن أو السابع ق.م) - تم العثور عليه فوق عتبة قبر، وقد نُسب إلى «شبنا» وكيل حزقيا.
- ختم الملك آحاز - (732 - 716 ق.م)
- أختام - (716 - 687  ق.م)[32] (وهي قطع دائرية صغيرة من الطين تحمل ختم شخصي منقوش يحدد مالك شيء ما، أو كاتب، إلخ.)، مثل الشقفات الشائعة نسبيًا في الحفريات وفي حصاد الآثار حتى اليوم. من الصعب ربط الأفراد المنقوشة أساميهم على الأختام بأساميهم المذكورة الكتاب المقدس، ولكن تم تحديد هوية الملك حزقيا وخدامه.
- حوليات تغلث فلاسر الثالث، (740 - 730 ق.م)، التي تحتوي على إشارات للأشياء التالية:
  1. «أرض السامرة» و«مدينة السامرة»[33]
  2. «منحيم السامري»[31][34]
  3. الإطاحة بالملك فقح بواسطة هوشع[31][34]
- السجلات البابلية[33] - (725 ق.م) - شلمنصر الخامس يشير إلى اسم مبهم من مدينة السامرة[33]
- حوليات سرجون الثاني، (720 ق.م) ومنها:
  - نشور نمرود الزجاجي، فيها ذكر «لمدينة السامرة»[33]
  - باب قصر، ونقش موجز صغير، ونقش أسطواني، ونقش على ختم يشير إلى «بيت عومري»[33]
  - أقدم بردية تذكر القدس باللغة العبرية

### القرن السابع ق.م
- ختم جمريا بن شافان، ماتب مذكور في (إر 36: 10، 12). تم العثور على ختم يحمل النص «إلى جمريا بن شافان»، قد يكون هذا هو نفس الشخص «جمريا بن شافان الكاتب»[35]
- ختم يهوخل - ختم يهوخل (القرن السابع ق.م) - المذكور في سفر إرميا (37: 3، 38: 1). تم العثور على ختمه هو وجدليا ابن بشحور على بعد بضعة ساحات من بعضهما البعض أثناء التنقيب في مدينة داود بالقدس في 2005 و2008 من قبل إيلات مزار.[36]
- خربة بيت لي - تحتوي على أقدم كتابة عبرية معروفة لكلمة «أورشليم»، كتبت في القرن السابع ق.م وتحمل النص: «أنا يهوة الرب. سأقبل مدن يهوذا وسأبرئ أورشليم».[37]
- شقفة ماساد هاشافياهو - قطعة فخارية منقوشة تعود إلى القرن السابع ق.م ومكتوبة باللغة العبرية القديمة. تحتوي على أقرب إشارة من الكتاب المقدس إلى تقديس السبت.[38][39]
- نصب إنتصار آسرحدون - نصب من حجر الدولاريت للإحتفال بعودة آسرحدون بعد معركة جيشه الثانية والنصر على الفرعون طهرقة في شمال مصر القديمة عام 671 ق.م، تم اكتشافه عام 1888 في سمأل الأرامية بواسطة فيلكس فون لوشان وروبرت كولديوي. وهو الآن في متحف بيرغامون في برلين.

### القرن السادس ق.م
- مباركة كتف حينوم الكهنوتية - ربما أقدم النصوص الباقية المعروفة حاليًا من الكتاب المقدس العبري - تحمل مباركة كهنوتية يرجع تاريخها إلى 600 ق.م، ونص من سفر الأعداد في العهد القديم،  يوصف بأنه «أحد أهم الاكتشافات التي تم  كشفها على الإطلاق» لدراسات الكتاب المقدس.[40][41]
- لوح سرسخيم[42][43] - (حوالي 595 ق.م)، نقش مسماري من الطين يشير إلى مسؤول في بلاط نبوخذ نصر الثاني ملك بابل، ربما نفس المسؤول المذكور في سفر ارميا.
- رسائل تل لخيش - رسائل مكتوبة بالحبر الكربوني من قبل هوشعيا (راجع نحميا 12:32، إرميا 42: 1، 43: 2)، وهو ضابط عسكري متمركز بالقرب من القدس، إلى يوآش الضابط في لخيش خلال السنوات الأخيرة من إرميا خلال عهد صدقيا (588 ق.م) (انظر ارميا 34: 7). سقطت لخيش بعد ذلك بقليل قبل عامين من سقوط أورشليم.[44]
- شقفة بيت يهوة - قطعة فخار قديمة تم اكتشافها في تل عراد ربما تشير إلى الهيكل في أورشليم.[45]

### القرن الخامس ق.م
- برديات إلفنتين - برديات يهودية قديمة يعود تاريخها إلى القرن الخامس ق.م، تحوي اسم ثلاثة أشخاص مذكورين في نحميا: دارا الثاني، وسنبلط الحوروني، ويوحانان الكاهن الأعظم.

### القرن الثاني ق.م
- العملات الحشمونية - (164 - 35 ق.م)

### القرن الأول ق.م
- حائط البراق - أو الحائط الغربي (حوالي 19 ق.م) - موقع ديني يهودي مهم يقع في البلدة القديمة في القدس. نجا ما يزيد قليلاً عن نصف الجدار، يعود إلى نهاية فترة الهيكل الثاني والذي تم بناؤه في حوالي عام 19 ق.م من قبل هيرودس الكبير. تمت إضافة الطبقات المتبقية من القرن السابع فصاعدًا.

### القرن الأول الميلادي
- صخرة الجلجثة، حددتها والدة قسطنطين القديسة هيلانة ومكاريوس أسقف القدس داخل كنيسة القيامة.
- مغارة المهد، حددتها والدة قسطنطين القديسة هيلانة ومكاريوس أسقف القدس داخل كنيسة القيامة.
- حجر بيلاطس (حوالي 36 م) - نقش منحوت منسوب إلى بيلاطس البنطي، والي مقاطعة يهودا التي تسيطر عليها روما خلال 26-36 م
- بركة بيت حسدا - في القرن التاسع عشر اكتشف علماء الآثار بقايا بركة تتوافق مع وصف في إنجيل يوحنا.
- نقش دلفي - (52 م) - يشير إلى الحاكم غاليون، يقدم النقش علامة مهمة للتسلسل الزمني لحياة الرسول بولس من خلال ربطها بمحاكمة بولس في أخائية المذكورة في أعمال الرسل (18: 12-17).
- نقش أراستس - (الفترة الرومانية - منتصف القرن الأول الميلادي) - عثر عليه في عام 1929 بالقرب من منطقة معبد شمال شرق مسرح كورينثوس، ومنقوش عليه اسم «إراستوس».[46] وقد حدد بعض علماء العهد الجديد أن إراستوس هذا هو نفسه المذكور في رسالة بولس الرسول إلى أهل رومية ولكن هذا موضع خلاف من قبل الآخرين.[47][48]
- عملات مقاطعة يهودا - (بعد 70 م) - سلسلة من العملات التذكارية التي أصدرها في الأصل الإمبراطور الروماني فيسباسيان للاحتفال بأسر يهودا وتدمير الهيكل اليهودي الثاني من قبل ابنه تيتوس في 70 م خلال الثورة اليهودية الأولى.
- نقش الناصرة - نقش الناصرة يحمل مرسوم من قيصر يحظر سرقة المقابر.

## اكتشافات عليها جدل
- مدينة بورسيبا - تم تحديدها على أنها منطقة برج بابل في الثقافة التلمودية والعربية، ولكن لم يتم قبوله من خلال الدراسات الحديثة.
- نصوص إبلا - كان يعتقد في السابق أنها أشارت إلى وجود إبراهيم، وداوود، وسدوم، وعمورة.
- الصخرة المشرفة - حجر يسمى أيضا بئر النفوس وموجود الآن في قبة الصخرة. وفقا للكتاب المقدس فقد اشترى الملك داوود أرضًا مملوكة لعراونة اليبوسي،[49] ويعتقد البعض أنه على هذه الصخرة قدم الذبيحة المذكورة في الآية. أراد داوود أن يبني معبدًا في القدس ولكن عندما كانت «يديه» ملطخة بالدماء مُنع من فعل ذلك بنفسه وترك المهمة لابنه سليمان الذي أكمل الهيكل في سنة 950 ق.م.
- لوح عزيا - (القرن الثامن ق.م أو 30-70 م؟) وهو لوح مثير للجدل اكتشف في عام 1931 من قبل البروفيسور إي.ل.سوكينيك من الجامعة العبرية في القدس في دير روسي.
- نقش يوآش - لوح من الحجر الأسود المثير للجدل في الفينيقية بشأن أعمال ترميم الملك يوآش. يشتبه في أنه مزور.
- فتحة وارن - المسار المحتمل المقابل لرواية الكتاب المقدس عن يوآب قائد الملك داود الذي شن هجومًا سريًا ضد اليبوسيين الذين سيطروا على القدس.
- نقش قطعة الرمان العاجي - قطعة أثرية بحجم الإبهام تحمل نقشًا: «(المكرس) لكاهن بيت الله (يهوه)»، يعتقد أنها زينت صولجان كاهن الكهان في قدس الأقداس.
- برج سلوان - ربما أطلال مذكورة في إنجيل لوقا.[50]
- صندوق رفات يعقوب - صندوق من الحجر الجيري من القرن الأول تم استخدامه لوضع عظام الموتى، يحمل نقشًا آراميًا في الأبجدية العبرية «يعقوب، ابن يوسف، شقيق يسوع»، منقوشا في جانب واحد من الصندوق - لكن حوله شكوك بأنه مزيف
- قبر تلفيوت - قبر يشوع بن يوسف.يحدد على أنه يسوع ولكن هذا ادعاء مثير للجدل إلى حد كبير.
- صندوق رفات قيافا - عليه نقش مزخرف بشكل كبير مرتين «يوسف ابن قيافا» الذي كان يحمل عظام ذكر يبلغ من العمر 60 عامًا، تم اكتشافه في مقبرة في جنوب القدس في نوفمبر 1990.
- كفن أوفييدو - قطعة من قماش ملطخة بالدم يعتقد أنها القماش الذي تم لفه حول رأس يسوع المسيح بعد وفاته كما هو موضح في يوحنا 20: 6-7. الآن يتم الاحتفاظ بها في كاتدرائية سان سلفادور بأوفييدو، إسبانيا.
- لوح عنوان صليب - قطعة من الخشب يُزعم أنها من بقايا الصليب الحقيقي. الآن يتم الاحتفاظ به في كنيسة سانتا كروز في روما.
- أكيروبيتا، أي الأيقونات غير المصنوعة باليد بل غالبا صنعت بشكل معجزي مثل كفن تورينو، ومنديل الرها وحجاب فيرونيكا).
- الاثار المرتبطة بيسوع - بما في ذلك تلك التي تم تحديدها على أنها هيلينا والدة قسطنطين ومكاريوس الأورشليمي، ومثل المسامير المقدسة، والكنيسة المقدسة والصليب الحقيقي.
- لفافة شابيرا - اشتهرت على نطاق واسع بعد إعلانها عام 1883؛ أعيد تقييمها بعد اكتشاف مخطوطات البحر الميت عام 1946.